# Çağman, Demre
Çağman là một xã thuộc huyện Demre, tỉnh Antalya, Thổ Nhĩ Kỳ. Dân số thời điểm năm 2011 là 234 người.